# Drapetis flavipes
Drapetis flavipes is een vliegensoort uit de familie van de Hybotidae. De wetenschappelijke naam van de soort is voor het eerst geldig gepubliceerd in 1834 door Macquart.